# Stranger Eyes
Stranger Eyes (Chinees: 默視錄; Mò shì lù) is een internationale thriller uit 2024, geschreven en geregisseerd door Yeo Siew Hua. De hoofdrollen worden vertolkt door de Taiwanese acteurs Lee Kang-sheng en Wu Chien-ho en de Singaporese actrice Xenia Tan.

## Verhaal
In Singapore is de jonge vader Darren op zoek naar zijn babydochter die vermist is. Wanneer er mysterieuze beelden opduiken van zijn privé-leven, vermoedt Darren dat zijn buurman Goh gelinkt is aan de verdwijning van zijn dochter.

## Rolverdeling
| Acteur         | Personage |
| -------------- | --------- |
| Lee Kang-sheng | Goh       |
| Wu Chien-ho    | Darren    |
| Xenia Tan      | Ling Po   |

## Productie
Stranger Eyes is een productie van producer Fran Borgia van het Singaporese Akanga Film Asia, samen met Jean-Laurent Csinidis voor het Franse Films de Force Majeure, Stefano Centini voor het in Taiwan gevestigde Volos Films en Alex C. Lo voor het in de VS gevestigde Cinema Inutile in coproductie met Dan Koh uit Singapore. De film ontving steun van verschillende internationale filmfondsen en projectmarkten, waaronder Singapore's Infocomm Media Development Authority (IMDA), Frankrijk's Aide aux Cinémas du monde (CNC), Taiwan Creative Content Agency (TAICCA) en Purin Pictures (Thailand).

### Filmopnames
De filmopnames gingen van start in augustus 2023 met de verwachting dat de postproductie begin 2024 zou eindigen.

## Release
Stranger Eyes ging op 5 september 2024 in première op het Filmfestival van Venetië in de competitie voor de Gouden Leeuw. Het is de eerste Singaporese film ooit die meedeed aan de competitie voor de Gouden Leeuw.

## Prijzen en nominaties
De belangrijkste:
| Jaar | Prijs                    | Categorie    | Genomineerde(n) | Uitslag     |
| ---- | ------------------------ | ------------ | --------------- | ----------- |
| 2024 | Filmfestival van Venetië | Gouden Leeuw | Yeo Siew Hua    | Genomineerd |